# Cistikolor
Cistikolor (Cisticolidae) är en familj med små tättingar som omfattar över 20 släkten med arter som främst förekommer i varmare regioner i Gamla världen. Tidigare har merparten av familjens arter förts till den idag uppdelade familjen sångare (Sylviidae)
Familjen härstammar förmodligen från Afrika, där den absoluta merparten förekommer, men representanter för familjen finns även över delar av tropiska Asien, ända till Australasien, och en art, grässångaren, häckar även i Europa.
Arterna inom familjen är generellt små oansenliga bruna eller grå fåglar som återfinns i öppna biotoper med gräs- eller buskmark. De är ofta svåra att få syn på då de ofta håller sig dolda och många arter är utifrån fjäderdräkt svåra att åtskilja varför de främst identifieras på sin sång. De är insektsätare som placerar sitt bo låg i tät vegetation.
Sentida studier visar att flera arter har sin tillhörighet i andra familjer (Laticilla, tidigare Prinia, bland marktimaliorna, samt Scotocerca i cettior), medan andra nyligen förts hit (dunsmygarna i Micromacronus, tidigare timalior).

## Släkten i taxonomisk ordning
Systematiken i nedanstående lista följer AviList, med indelning i underfamiljer av Olsson et al 2013:
Neomixinae
- Släkte Neomixis – 3 arter jeryer, förekommande på Madagaskar

Eremomeliinae
- Släkte Micromacronus – två filippinska dunsmygar, fördes tidigare till Timaliidae
- Släkte Eremomela – 10 arter eremomelor
- Släkte Drymocichla – 1 art, rostvingesångare
- Släkte Schistolais – 2 arter, tidigare i Prinia
- Släkte Oreophilais – 1 art, zimbabwesångare
- Släkte Phragmacia – 1 art, namaquasångare
- Släkte Urolais – 1 art, långstjärtad sångare
- Släkte Oreolais – 2 arter, fördes tidigare till Apalis
- Släkte Artisornis – 2 arter afrikanska skräddarfåglar
- Släkte Poliolais – vitstjärtad sångare
- Släkte Calamonastes – 4 arter gärdsmygssångare
- Släkte Camaroptera – 4 arter kamaropteror
- Släkte Spiloptila – 1 art, sahelsångare
- Släkte Phyllolais – 1 art, akaciasångare
- Släkte Apalis – 26 arter

Priniinae
- Släkte Orthotomus – 13 arter asiatiska skräddarfåglar
- Släkte Prinia – 29 arter (inklusive Urorhipis och Heliolais)

Cisticolinae
- Släkte Euryptila – 1 art, kopjesångare
- Släkte Scepomycter – 1 art, rosthuvad sångare
- Släkte Incana – 1 art, sokotrasångare
- Släkte Malcorus – 1 art, rostmaskad sångare
- Släkte Bathmocercus – 2 arter rävsångare
- Släkte Hypergerus – 1 art, gyllingsångare
- Släkte Eminia – 1 art, svartnackad sångare
- Släkte Cisticola – typiska cistikolor, ett 50-tal arter